# Ansiel Galimow
Ansiel Gabdielnurowicz Galimow, ros. Ансель Габдельнурович Галимов (ur. 15 kwietnia 1991 w Niżniekamsku) – rosyjski hokeista narodowości tatarskiej.
Jego brat Emil (ur. 1992) także został hokeistą.

## Kariera
- Nieftiechimik 2 Niżniekamsk (2008–2009)
- Rieaktor Niżniekamsk (2009–2012)
- Nieftiechimik Niżniekamsk (2012)
- Iżstal Iżewsk (2012)
- Dizel Penza (2012–2013)
- Mietałłurg Nowokuźnieck (2013–2015)
- Dinamo Moskwa (2015–2017)
- Awangard Omsk (2017–2019)
- Siewierstal Czerepowiec (2019)
- Spartak Moskwa (2019-2020)
- HK Soczi (2020-2021)
- Nieftiechimik Niżniekamsk (2021-)

Wychowanek Nieftiechimika Niżniekamsk. Występował w lidze juniorskiej MHL, następnie w rozgrywkach WHL oraz rozpoczął występy w KHL. Od 2013 zawodnik Mietałłurga Nowokuźnieck. W marcu 2015 przedłużył kontrakt o dwa lata. Od maja 2015 zawodnik Dinama Moskwa. W kwietniu 2017 przedłużył kontrakt z klubem o dwa lata. Od lipca 2017 zawodnik Awangardu Omsk. W sierpniu 2019 przeszedł do Siewierstali Czerepowiec. Zwolniony stamtąd w październiku 2019. W tym samym miesiącu przeszedł do Spartaka Moskwa. W maju 2020 został zakontraktowany przez HK Soczi. W sierpniu 2021 został ponownie zaangażowany przez macierzysty Nieftiechimik.

## Sukcesy
Klubowe
- Finał KHL o Puchar Gagarina: 2019 z Awangardem Omsk
- Srebrny medal mistrzostw Rosji: 2019 z Awangardem Omsk

Indywidualne
- MHL (2011/2012): Mecz Gwiazd MHL